# Rafael Bautista
Rafael Darwing Bautista Rodriguez (né le 8 mars 1993 à Saint-Domingue, République dominicaine) est un ancien joueur de champ extérieur de la Ligue majeure de baseball.

## Carrière
Rafael Bautista signe son premier contrat professionnel en janvier 2012 pour 35 000 dollars US avec les Nationals de Washington. Il débute en ligues mineures la même année et gradue au niveau Triple-A en 2017.
Il fait ses débuts dans le baseball majeur le 30 avril 2017 avec Washington.